# Country radio

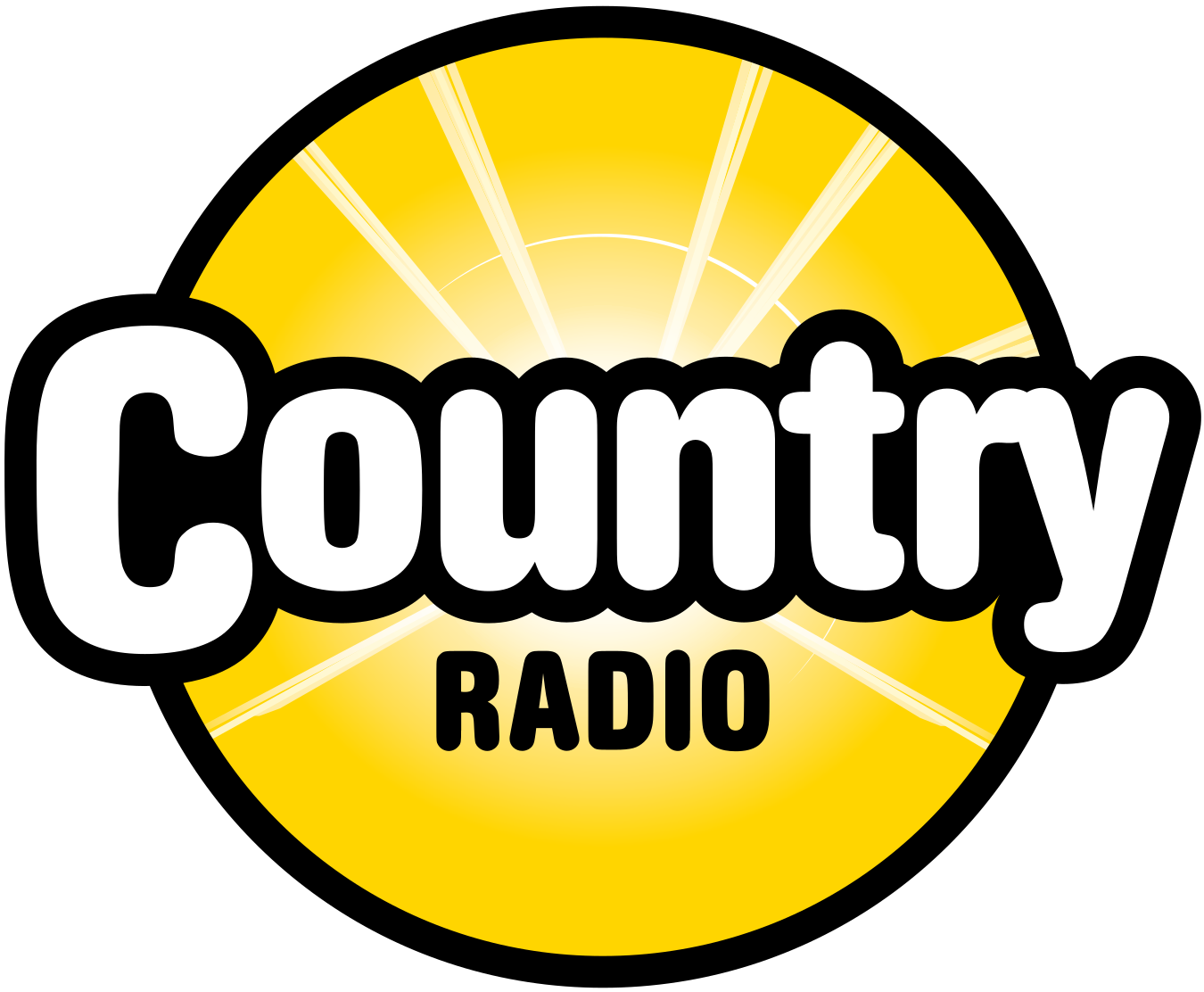
Logo stanice Country Radio.￼

Country radio se refiere a las estaciones de radio que tocan música country. La mayoría de las estaciones de radio country son estaciones de radio comerciales. La mayoría de las estaciones de radio de los países generalmente tocan solo música que ha sido lanzada oficialmente por radio a la radio nacional. Los propietarios más grandes de estaciones de música country en los Estados Unidos incluyen iHeartMedia, Cumulus Media, CBS Radio y Townsquare Media. Hay más estaciones de radio en los Estados Unidos que se especializan en música country (alrededor de 2.100 estaciones) que en cualquier otro formato, de un total de aproximadamente 15,000 estaciones de radio en los Estados Unidos. Las estaciones de radio de los países son muy influyentes en la industria de la música country, en comparación con otros géneros de la música.
Las estaciones de radio country vienen en una amplia variedad de formatos. El más común es el mainstream country, que sigue el formato básico de la radio hit contemporánea, ya que los éxitos top 40 actuales en las listas de éxitos de country sirven como la lista principal, con selectos recurrentes de los últimos 15 años que completan el formato. Las estaciones de country más populares se centran casi exclusivamente en los 40 mejores éxitos de country, con éxitos acústicos ocasionales de fuera del género country. Los formatos de country adulto siguen un patrón similar al formato de música adulto contemporáneo: algunos éxitos, mientras que en su mayoría se centran en canciones en rotación recurrente de los últimos 30 años y mantienen un sonido similar al de los medios tradicionales de country. Las estaciones country clásicas, cada vez más raras en su forma original, tocan solo música más antigua; al igual que otros formatos «clásicos» como oldies/éxitos clásicos y rock clásico, las épocas de las que el país clásico ha extraído su música se han ido desvaneciendo lentamente en tiempo real. El Traditional country usa el country clásico como base, al tiempo que mantiene algunos éxitos actuales o recurrentes que se ajustan al sonido country clásico. Americana es un formato de radio country vagamente definido que está menos enfocado en los éxitos y, por lo tanto, está más dispuesto a escuchar bluegrass, alt-country y actos regionales cuyo rendimiento comercial no justifica que se escucha en una mainstream estación country. En términos de impulsar la popularidad dominante de las canciones de los países de éxito dentro de la industria de la música, la «Country radio» típicamente abarca solo las estaciones de mainstream country y hot country.